# DeLorean DMC-12
DeLorean DMC-12 je sportovní vůz, který vyráběla společnost DeLorean Motor Cars Ltd. pro DeLorean Motor Company mezi lety 1981 a 1982 (v říjnu téhož roku společnost vyhlásila bankrot).

## Popis a konstrukce vozu
DeLorean, je znám pod názvem DeLorean, protože je to jediný model, který firma DMC kdy vyrobila a uvedla do prodeje na americkém trhu. Mezi jeho charakteristické prvky patří ocelově šedý povrch karoserie z nelakovaného nerezového plechu či dveře vyklápějící se nahoru. Karoserii tvoří dvoudílný sklolaminátový ponton s nerezovými panely na povrchu. Podvozek je rámový dvojypsilonového formátu odvozený od Lotusu Esprit. Zadní nápravu pohání atmosférický šestiválec PRV o objemu 2,85 l a výkonu 97 kW s automatickou nebo manuální převodovkou. V nabídce byl nejprve černý interiér, později doplněný o šedou variantu. Do prodeje se dostaly i dva vozy s hnědým interiérem, oba z trojice vozů s pozlacenou karoserií 24 karátovým zlatem. Třetí pozlacený vůz měl černý interiér. Ke konci výroby vznikly dva zkušební exempláře s modrým a burgundy interiérem. Mezi unikátní technická řešení patří použití torzních tyčí vyráběných kryogenním procesem, které zajišťují podporu otvírání křídlových dveří, na svou dobu neobvyklá, plastová, palivová nádrž nebo větší zadní kola ve srovnání s předními (to jako důsledek 35-65% poměru váhy mezi přední a zadní nápravou). Ve standardní výbavě byla elektricky stahovaná boční okénka, centrální zamykání, elektricky ovládaná vnější zrcátka, klimatizace a kožený volant i sedadla

## Výroba
Výroba probíhala v Dunmurry v Belfastu v Severním Irsku. Stavbu továrny financovala britská vláda, která potřebovala vyřešit vysokou nezaměstnanost v konfliktem ovládaném Belfastu. Výstavba na zelené louce začala ve stejný okamžik, jako vývoj vozu a trvala necelé dva roky. Výrobní proces byl unikátní i na dnešní dobu. Továrna postrádala klasickou svařovnu a lakovnu a zahrnovala pouze VARI technologii výroby plastových pontonů a nejmodernější montážní linku na bázi autonomních skidů a samostatných linek podvozku a dveří. Nerezové panely, rámy podvozku a pohonná jednotka, stejně jako ostatní díly, byly zajišťovány dodavateli.

## Historie
Společnost DMC založil John Zachary DeLorean, bývalý viceprezident GM, motivovaný vizí bezpečného sportovního etického vozu, úsporného, který nepodlehne korozi. Vzhled navrhl Giorgetto Giugiaro, zakladatel designérské společnosti Italdesign, dnes vedené jeho syny. První prototyp vozu byl dokončen v roce 1976; vývoj byl zadán na podzim 1978 firmě Lotus. Při vývoji vozu byl využit proces, dnes známý jako souběžné inženýrství. Finální designový model (zásadně konstrukčně odlišný od prototypu) byl odsouhlasen na jaře 1979. Na podzim 1979 byl vyroben americkou firmou Visioneering předprodukční vůz pro prezentační účely, předsériová výroba začala na podzim 1980 v již nově postavených halách. První sériový vůz sjel z linky 21. ledna 1981. V prosinci 1981 se dostala denní výroba na maximálních 80 vozů, ale zdaleka se nenaplnil původní předpoklad roční výroby ve výši 30 tisíc kusů. Výroba byla zastavena v březnu 1982, krátce poté, co se společnost dostala pod nucenou správu, ale poslední vozy, označené jako modelový rok 1983, byly dokončeny koncem roku 1982 firmou Consolidated International, která zakoupila majetek i práva zkrachovalé DMCL. Posledním vyrobeným vozem byl právě třetí pozlacený vůz, na který byla použita náhradní sada dílů pořízená k prvním dvěma. Během krátké výroby byly prováděny četné technické změny včetně kosmetických, jako například úprava kapoty, kol, či interiéru. Celkem sjelo z výrobní linky 8 975 DeLoreanů, na začátku 21. století jich zůstává v provozu údajně kolem 6500. Výrobní haly DMCL v Belfastu dnes využívá několik firem, zkušební dráha v areálu stále existuje a je místem občasného setkávání majitelů DeLoreanů.

## Příčiny neúspěchu
Před zahájením výroby byla slibována kvalita Mercedesu, model se však potýkal s velkými kvalitativními problémy – první sériový vůz sjel z výrobní linky již po extrémně krátkých necelých dvou a půl letech vývoje. To vyžadovalo nákladné vícepráce i na vozech dopravených do USA. Odbyt zastavila tuhá zima v lednu 1982, která způsobila prudký pokles prodejů většiny amerických automobilek. Nepomohla ani cena vozu, která se vyšplhala na dvojnásobek původně zamýšlených 12 tisíc USD (odtud název DMC-12) nebo průměrný výkon motoru. Přeplňovanou verzi motoru sice pro DMC připravovala americká firma Legend, ale ta se nestihla dostat do výroby (dva původní prototypové kusy twin turbo a jeden single turbo stále existují v soukromých rukou a patří mezi sběratelsky nejhodnotnější DeLoreany). Na papíře rovněž zůstal záměr na výrobu čtyřsedadlové verze DMC-24 nebo městského nízkopodlažního autobusu DMC-80. Šanci na nalezení investora, který by firmě pomohl vyřešit problémy s cash flow, zmařilo v říjnu 1982 obvinění Johna DeLoreana ze zapojení do drogového byznysu, které se mu nakonec podařilo vyvrátit, ale pro firmu bylo již pozdě. Firma DMC krátce na to vyhlásila úpadek a její majetek, včetně více než jednoho a půl tisíce hotových vozů a 30 000 sad dílů, zakoupila firma Consolidated International (známá nyní jako Big Lots) zabývající se mimo jiné nákupem majetku zkrachovalých firem.

## Budoucnost
V devadesátých letech zakoupil práva a díly Stephen Wynne, který vlastní společnost DMC v Humble, Texas, Spojené státy, zaměřující se na servis a renovace DMC-12 a výrobu a prodej náhradních dílů pro tento typ vozu. Stephen Wynne usiloval o obnovení výroby. A prvním představeným produktem je ultimátní elektromobil DeLorean Alpha5, který designově navazuje na ikonické DMC-12 z počátku osmdesátých let.

## Ohlas v kultuře
DeLorean je známý především z filmové trilogie Návrat do budoucnosti, kde byl doplněn o tzv. proudový kapacitátor, který mu umožňoval cestovat v čase.
Tento typ vozu se také objevil v oficiálním videoklipu k písni Thrift Shop od Macklemore & Ryan Lewis, filmu Ready Player One: Hra začíná nebo seriálech Simpsonovi, Americký táta či Kobra 11.

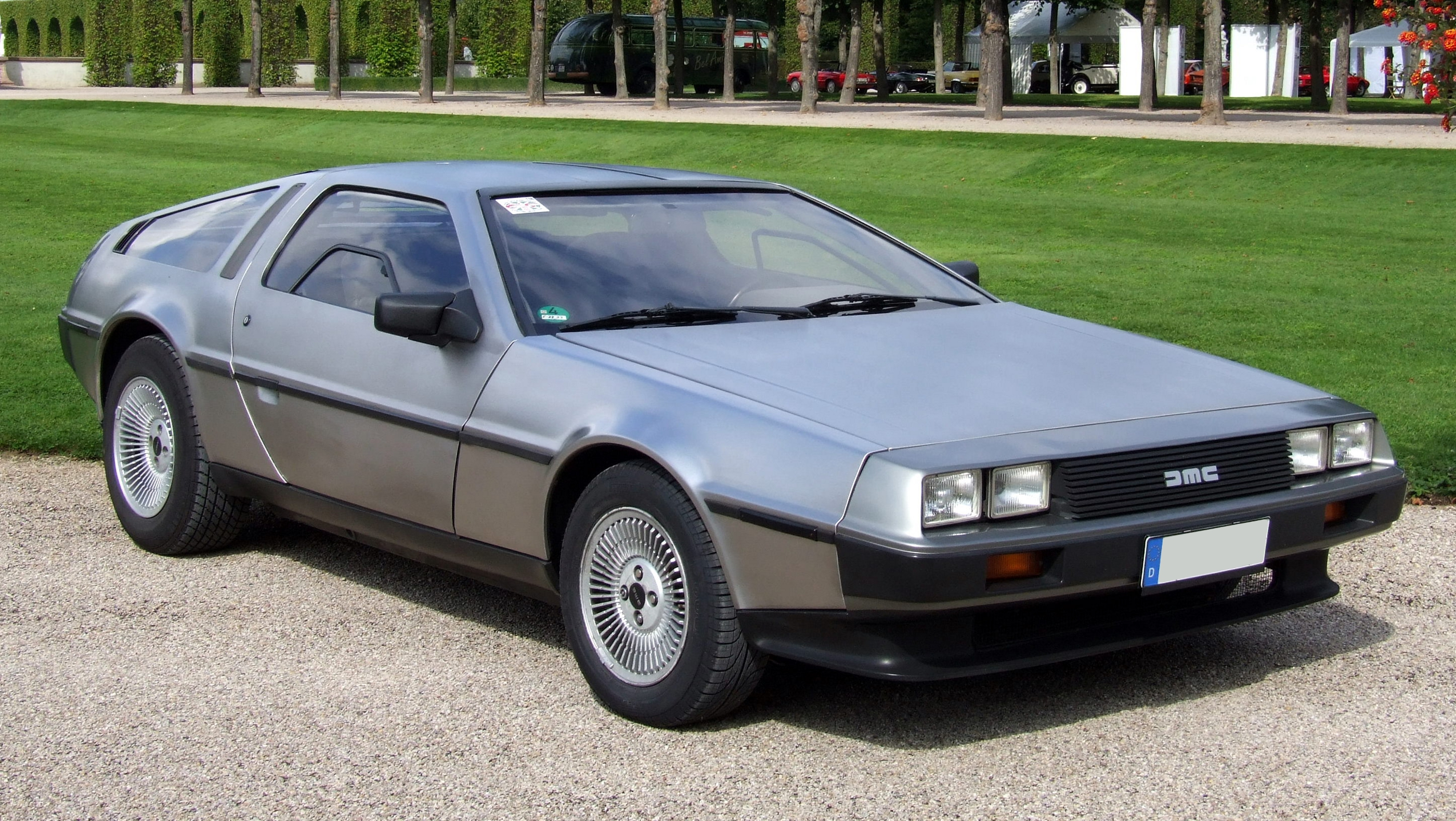
DeLorean zepředu
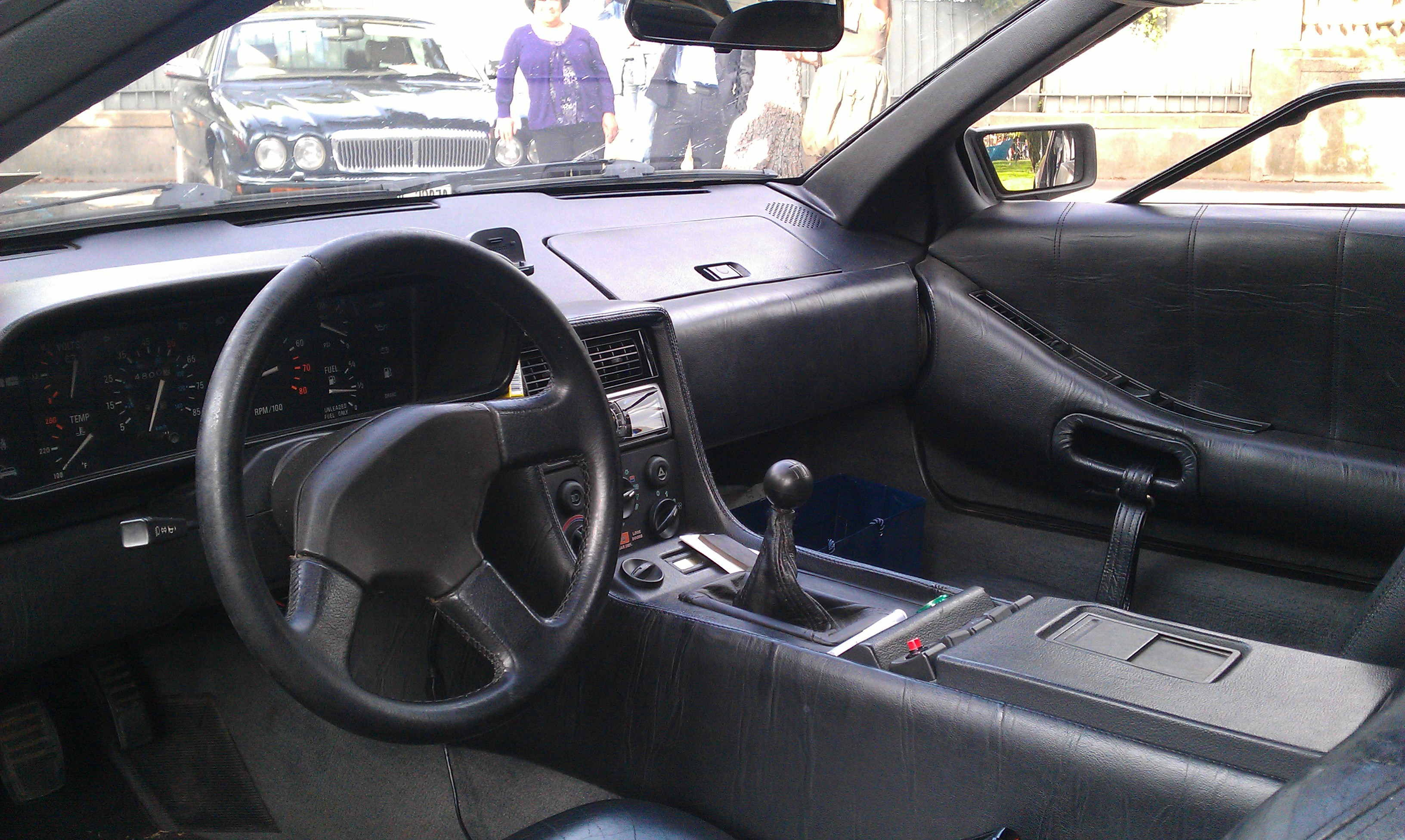
Interiér
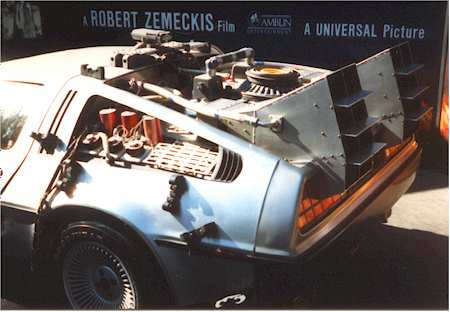
Upravený DeLorean z filmu Návrat do budoucnosti
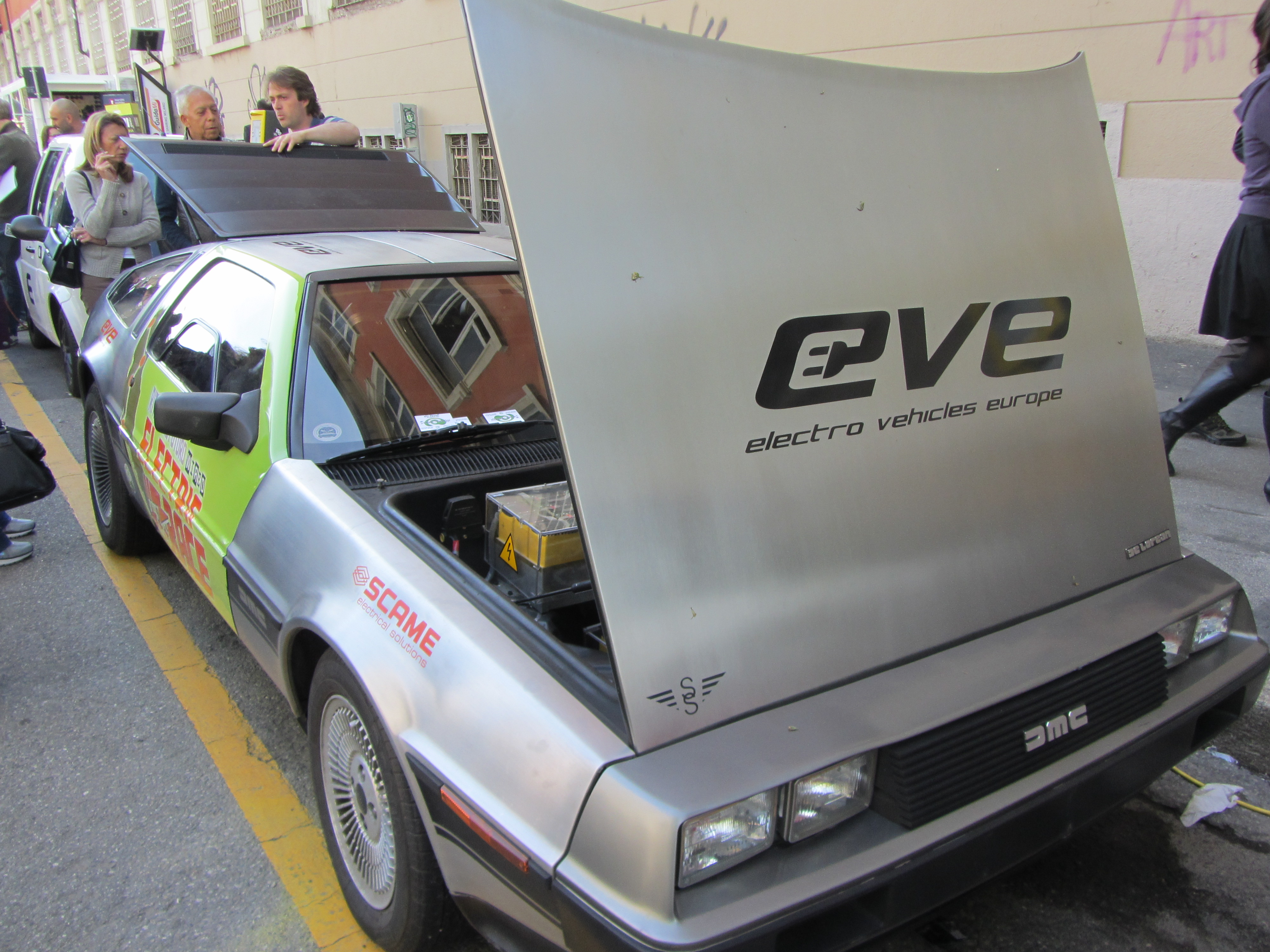
Elektrický DeLorean – Milán, 2012